# Maghan II
Maghan II, también conocido como Tenin Maghan y Kita Tenin Maghan, fue mansa del Imperio de Malí de 1387 a 1389. Era hermano de los mansas Mari Diata II y Musa II, y fue el último rey del linaje linaje Laye.
El historiador tunecino Ibn Jaldún registró que Maghan II sucedió en el trono a su hermano en 1387, pero que reinó sólo dos años antes de ser destronado por Sandaki, nieto del kankoro-sigui (visir) de Mari Diata II y Musa II, en 1389, y apenas se conocen más datos sobre él.
| Predecesor: Musa II | Mansa de Malí 1387 – 1389 | Sucesor: Sandaki |